# Plantago indica
La piantaggine ramosa (Plantago indica L., 1759) è una pianta erbacea perenne della famiglia delle Plantaginaceae

## Etimologia
Il nome generico (Plantago) deriva dalla parola latina "planta" che significa "pianta del piede" e fa riferimento alle piatte foglie basali di questa pianta simili a "piante di un piede". L'epiteto specifico (indica) fa riferimento in qualche modo all'India (a volte questo termine è usato liberamente per indicare una generica origine orientale).
Il nome scientifico della specie è stato definito da Linneo (1707 – 1778), conosciuto anche come Carl von Linné, biologo e scrittore svedese considerato il padre della moderna classificazione scientifica degli organismi viventi, nella pubblicazione "Systema Naturae" del 1759.

## Descrizione

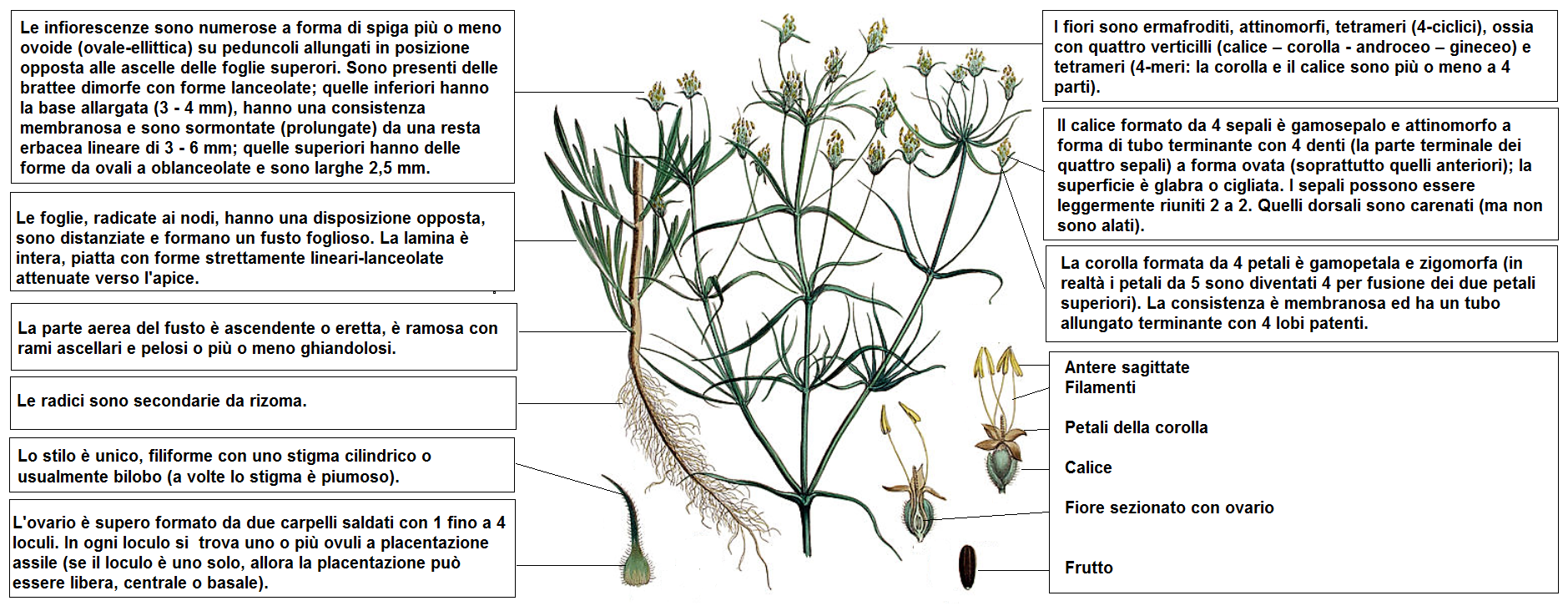
Descrizione delle parti della pianta

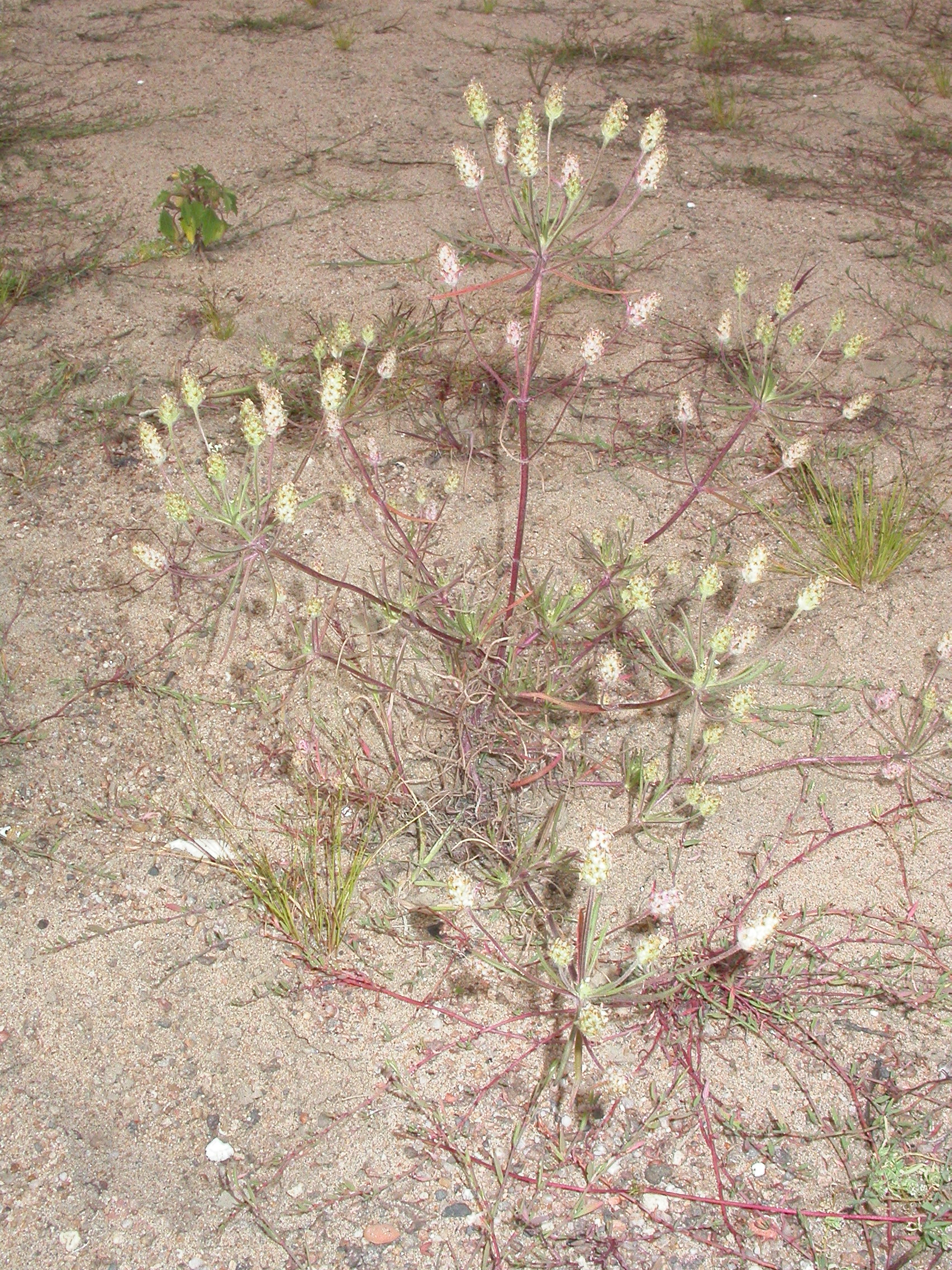
Il portamento

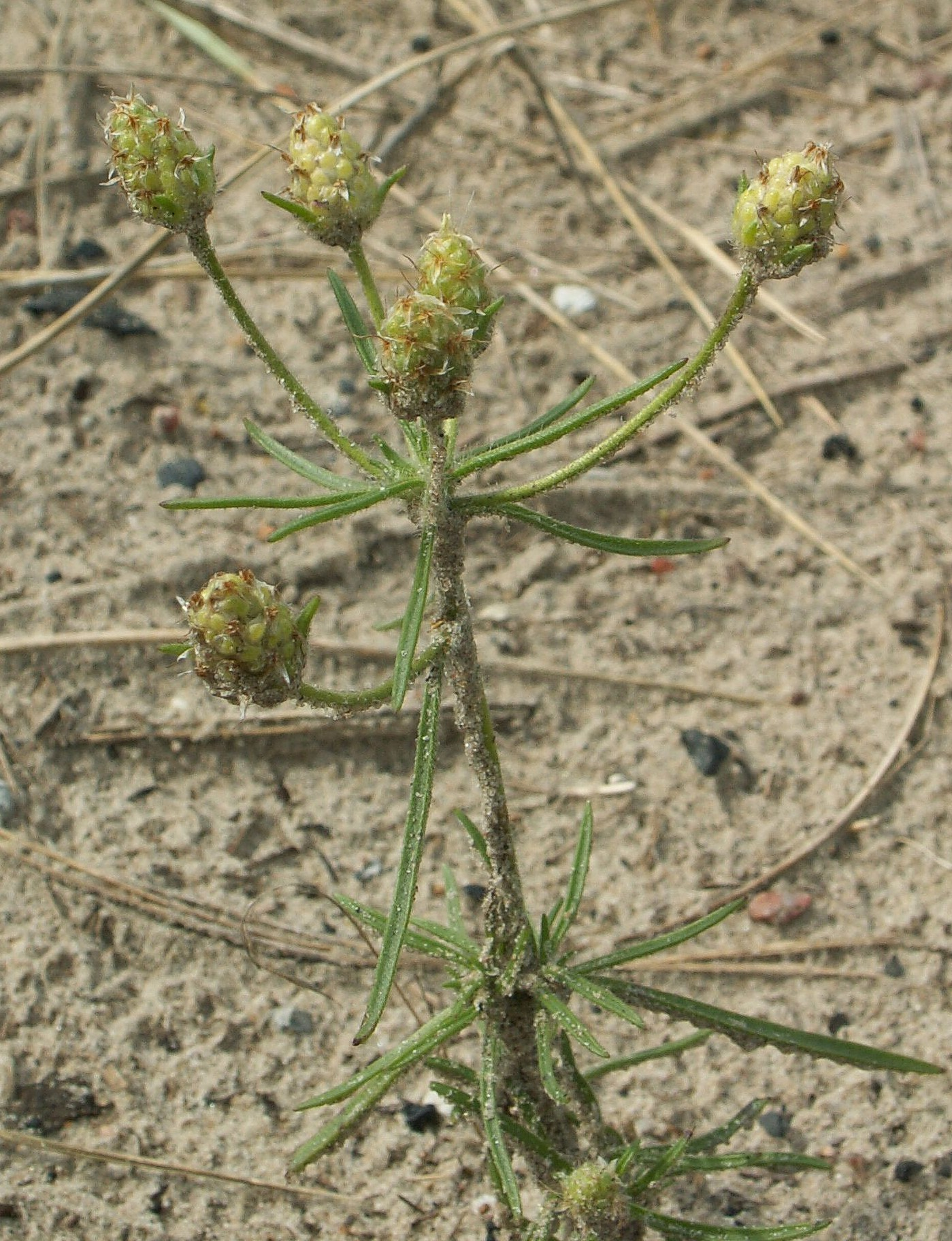
Le foglie

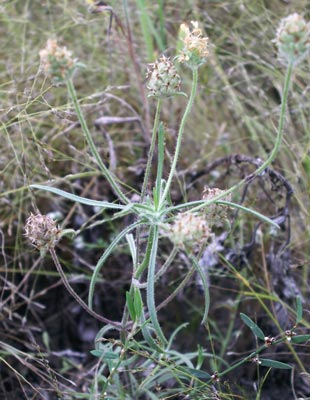
Infiorescenza

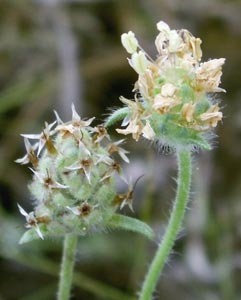
I fiori

Le piante di questa voce hanno una altezza variabile da 5 a 35 cm. La forma biologica è terofita scaposa (T scap), ossia in generale sono piante erbacee che differiscono dalle altre forme biologiche poiché, essendo annuali, superano la stagione avversa sotto forma di seme e sono munite di asse fiorale eretto e spesso privo di foglie.

### Radici
Le radici sono secondarie da rizoma.

### Fusto
La parte aerea del fusto è ascendente o eretta, è ramosa con rami ascellari e pelosi e più o meno ghiandolosi.

### Foglie
Le foglie, radicate ai nodi, hanno una disposizione opposta, sono distanziate e formano un fusto foglioso. La lamina è intera, piatta con forme strettamente lineari-lanceolate attenuate verso l'apice (gli apici sono ottusi). Dimensione delle foglie: larghezza 1 mm; lunghezza 35 – 70 mm.

### Infiorescenza
Le infiorescenze sono numerose a forma di spiga più o meno ovoide (ovale-ellittica) su peduncoli allungati in posizione opposta alle ascelle delle foglie superiori. Sono presenti delle brattee dimorfe con forme lanceolate; quelle inferiori hanno la base allargata (3 – 4 mm), hanno una consistenza membranosa e sono sormontate (prolungate) da una resta erbacea lineare di 3 – 6 mm; quelle superiori hanno delle forme da ovali a oblanceolate e sono larghe 2,5 mm. Dimensione dell'infiorescenza: 1 - 1,5 cm. Lunghezza dei peduncoli: 5 – 6 cm.

### Fiore
I fiori sono ermafroditi, attinomorfi, tetrameri (4-ciclici), ossia con quattro verticilli (calice – corolla - androceo – gineceo) e tetrameri (4-meri: la corolla e il calice sono più o meno a 4 parti).
- Formula fiorale:

X oppure *, K (4-5), [C (2+3) oppure (4), A 2+2 oppure 2] G (2), (supero), capsula.
- Calice: il calice formato da 4 sepali è gamosepalo e attinomorfo a forma di tubo terminante con 4 denti (la parte terminale dei quattro sepali) a forma ovata (soprattutto quelli anteriori); la superficie è glabra o cigliata. I sepali possono essere leggermente riuniti 2 a 2. Quelli dorsali sono carenati (ma non sono alati). Il calice inoltre è persistente. Lunghezza dei sepali: 3,5 – 4 mm.
- Corolla: la corolla formata da 4 petali è gamopetala e attinomorfa (in realtà i petali da 5 sono diventati 4 per fusione dei due petali superiori). La consistenza è membranosa (o scariosa) ed ha un tubo allungato terminante con 4 lobi patenti. Il colore è bianco (o giallastro). Lunghezza dei lobi della corolla: 1,8 - 2,2 mm.
- Androceo: gli stami sono 4 didinami e epipetali (ossia adnati all'interno della corolla con disposizione alternata rispetto ai petali); la loro lunghezza supera quella della corolla. I filamenti sono colorati di marrone. Le antere sono grosse a due logge con base debolmente sagittata (le sacche polliniche sono divergenti) e deiscenza longitudinale. Il colore delle antere è bianco-giallastro. I grani pollinici sono tricolporati. Dimensione delle antere: larghezza 1,2; lunghezza 1,9 mm.
- Gineceo: l'ovario è supero formato da due carpelli saldati (ovario biloculare; ma possono essere presenti da 1 fino a 4 loculi). In ogni loculo si trova uno o più ovuli a placentazione assile (se il loculo è uno solo, allora la placentazione può essere libera, centrale o basale). Gli ovuli hanno un solo tegumento e sono tenuinucellati (con la nocella, stadio primordiale dell'ovulo, ridotta a poche cellule).[13] Lo stilo è unico, filiforme con uno stigma cilindrico o usualmente bilobo (a volte lo stigma è piumoso). Il disco nettario è assente (l'impollinazione è soprattutto anemogama).
- Fioritura: da maggio a luglio (settembre).

### Frutti
I frutti sono delle capsule da ovoidi a ellissoidi con deiscenza trasversale (opercolata, ossia con coperchio) in parte nascoste dai sepali persistenti. I semi sono numerosi; il colore è bruno-rossastro. I cotiledoni sono paralleli al lato ventrale. Lunghezza dei semi: 2,5 - 2,75 mm.

## Riproduzione
- Impollinazione: l'impollinazione avviene in parte tramite insetti (impollinazione entomogama), ma soprattutto tramite il vento (impollinazione anemogama).[7]
- Riproduzione: la fecondazione avviene fondamentalmente tramite l'impollinazione dei fiori (vedi sopra).
- Dispersione: i semi cadendo a terra (dopo essere stati trasportati per alcuni metri dal vento – disseminazione anemocora) sono successivamente dispersi soprattutto da insetti tipo formiche (disseminazione mirmecoria), ma anche da uccelli.[8]

## Distribuzione e habitat

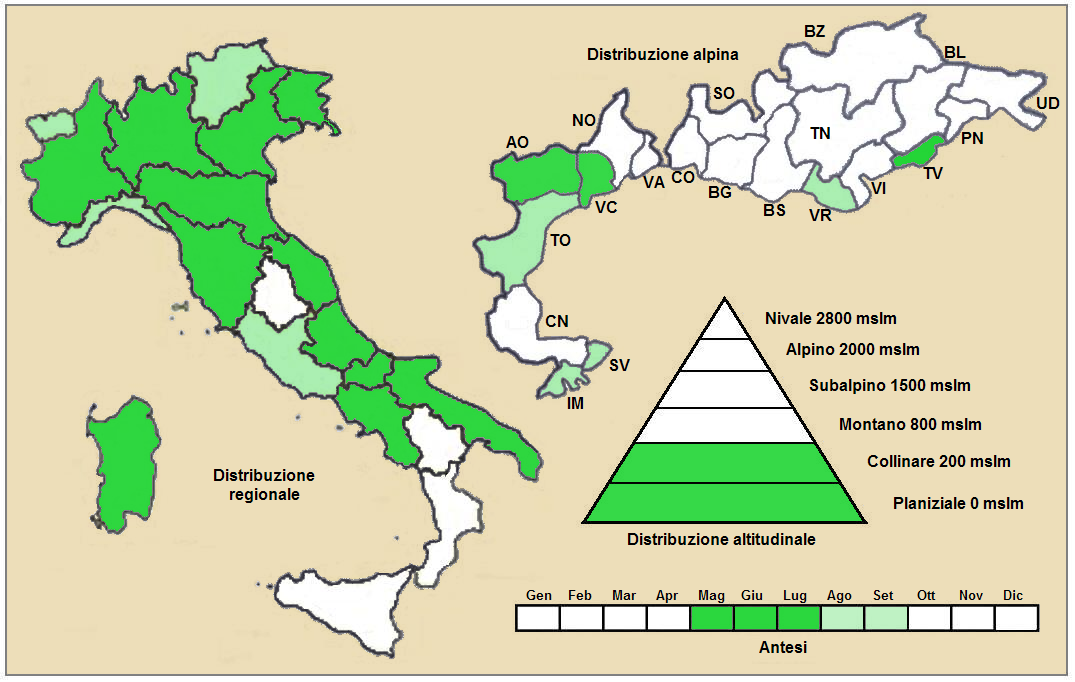
Distribuzione della pianta
(Distribuzione regionale – Distribuzione alpina)

- Geoelemento: il tipo corologico (area di origine) è Sud Est Europeo - Sudsiberiano o anche Eurasiatico.
- Distribuzione: in Italia è una specie rara e si trova soprattutto al Nord-Est, al Centro e in Sardegna. Nelle Alpi ha una distribuzione discontinua sia in Italia che all'estero (in Francia si trova nei dipartimenti di Alpes-de-Haute-Provence e Alta Savoia; in Svizzera si trova nel cantone Grigioni). Sugli altri rilievi europei collegati alle Alpi si trova nella Foresta Nera, Massiccio del Giura, Massiccio Centrale, Pirenei, Monti Balcani e Carpazi.[15] Nel resto dell'Europa e dell'areale mediterraneo si trova dal Centro Europa fino alla Russia, Penisola Balcanica, Penisola Iberica, Anatolia e Magreb.[16]
- Habitat: l'habitat tipico sono le spiagge, le sabbie dell'entroterra e i greti secchi, ma anche i campi, le colture e gli ambienti ruderali. Il substrato preferito è calcareo ma anche siliceo con pH neutro, alti valori nutrizionali del terreno che deve essere arido.
- Distribuzione altitudinale: sui rilievi queste piante si possono trovare fino a 500 m s.l.m.; frequentano quindi il seguente piano vegetazionale: collinare oltre a quello planiziale – a livello del mare.

### Fitosociologia
Dal punto di vista fitosociologico Plantago indica appartiene alla seguente comunità vegetale:
Formazione: delle comunità terofitiche pioniere nitrofile
Classe: Stellarietea mediae
Ordine: Sisymbrietalia
Alleanza: Salsolion ruthenicae

## Tassonomia
La famiglia di appartenenza della specie (Plantaginaceae) comprende 113 generi e 1800 specie (114 generi e 2100 specie o anche 90 generi e 1900 specie secondo altre fonti) ha una distribuzione più o meno cosmopolita ma con molti taxa distribuiti soprattutto nelle zone temperate e nell'areale mediterraneo. Il genere Plantago si compone di oltre 250 specie una trentina delle quali sono presenti nella flora spontanea italiana. All'interno della famiglia Plantaginaceae il genere di questa specie è descritto nella tribù Plantagineae.
Alcune checklist considerano come valido per la specie di questa voce il seguente nome scientifico:
- Plantago arenaria  Waldst. & Kit.

Il genere Plantago è suddiviso in 4 sottogeneri (subg. Plantago; subg. Coronopus (Lam. & DC.) Rahn; subg. Psyllium (Juss.) Harms; subg. Bougueria (Decne) Rahn & Reiche). La specie di questa voce è descritta all'interno del sottogenere Plantago sect. Psyllium insieme ad altre specie come Plantago afra L., Plantago sempervirens  Crantz, Plantago lanceolata L. e altre.
Il numero cromosomico di P. indica è: 2n = 12.

### Sottospecie
Per questa specie è riconosciuta la seguente sottospecie:
- Plantago indica subsp. orientalis Soó, 1982 - Distribuzione: Crimea

### Sinonimi
Questa entità ha avuto nel tempo diverse nomenclature. L'elenco seguente indica alcuni tra i sinonimi più frequenti:
- Plantago agrestis Salzm. ex Steud.
- Plantago arenaria  Waldst. & Kit.
- Plantago cynopsidea  Schult.
- Plantago eriocarpa  Viv. ex Coss.
- Plantago garganica  Decne.
- Plantago pseudopsyllium  Desf.
- Plantago psyllia  St.-Lag.
- Plantago psyllium  L.
- Plantago ramosa  Asch.
- Plantago sicula  C.Presl
- Plantago stricta  Boutelou ex Willk. & Lange
- Psyllium afrum  Mirb.
- Psyllium annuum  Mirb.
- Psyllium annuum  Thuill.
- Psyllium arenarium  (Waldst. & Kit.) Mirb.
- Psyllium erectum  Dum.Cours.
- Psyllium indicum  Mirb.
- Psyllium parviflorum  Mirb.
- Psyllium ramosum  Gilib.

### Specie simili
Le specie del genere Plantago sono difficili da distinguere una dall'altra. La seguente tabella evidenzia i caratteri più significativi delle due specie più simili a quella di questa voce:
- Plantago indica L.: il ciclo biologico della pianta è annuale; il fusto è erbaceo ed eretto; le brattee sono dimorfe; quelle inferiori hanno la base allargata (3 – 4 mm), hanno una consistenza membranosa e sono sormontate (prolungate) da una resta erbacea lineare di 3 – 6 mm; quelle superiori hanno delle forme da ovali a oblanceolate.
- Plantago afra L.: il ciclo biologico della pianta è annuale; il fusto è erbaceo ed eretto; le brattee sono tutte più o meno uguali, acute e lunghe 4 – 8 mm.
- Plantago sempervirens  Crantz: il ciclo biologico della pianta è perenne; i fusti sono legnosi con portamento contorto.

## Altre notizie
La piantaggine delle sabbie in altre lingue è chiamata nei seguenti modi:
- (DE)  Sand-Wegerich, Indischer-Wegerich
- (FR)  Plantain des sables
- (EN)  Branched Plantain